# 嵩县岩蕨
嵩县岩蕨（学名：Woodsia pilosa）为岩蕨科岩蕨属下的一个种。

## 扩展阅读
維基物種上的相關：嵩县岩蕨